# José Vidro
José Ángel Vidro (Mayagüez, Puerto Rico, 27 de agosto de 1974), más conocido como José Vidro, es un exjugador profesional puertorriqueño de béisbol que se desempeñó en la posición de segunda base en las Grandes Ligas de Béisbol (MLB). Logró obtener un Bate de Plata.

## Carrera
Vidro jugó como profesional diez temporadas en Washington Nationals (1997-2006), después pasó a Seattle Mariners, donde jugó dos temporadas (2007-2008), y fue el equipo en el que se retiró.

## Premios
Fue galardonado con el Bate de Plata en una oportunidad (2003).